# Equipo de Copa Davis de Bermudas
El equipo Bermudeño de Copa Davis es el representativo de Bermudas en la mayor competición internacional a nivel de naciones del tenis.

## Historia
Bermuda debutó en 1995 y ha estado siempre entre el Grupo III y Grupo IV, aspirando siempre al ascenso al Grupo II.

### Estadísticas
| Jugador más joven                | Ryan Swan, con 16 años y 198 días                                                                                    |
| Jugador más longevo              | Dean Mello, con 38 años y 278 días                                                                                   |
| Partido más largo                | Gavin Manders derrotando a Alejandro Obando en 3 horas y 13 minutos, en 2013                                         |
| Serie más larga                  | 6 horas y 18 minutos contra Islas Vírgenes de los Estados Unidos en 2009                                             |
| Tie break más largo              | 20 puntos: Jenson Bascome pierde frente a David Alvarado en 2003                                                     |
| Set final más largo              | 18 games: james Collieson pierde frente a Gilberto Rivera en 1998                                                    |
| Más games en una serie           | 38 games: james Collieson pierde frente a Gilberto Rivera en 1998 / Gavin Manders derrota a Alejandro Obando en 2013 |
| Victoria más amplia en una serie | Sets: 6 - 0 Juegos: 37 - 7 contra Panamá                                                                             |
| Victorias series consecutivas    | 4 victorias |
| Remontada 2:0 abajo              | Nunca |
| Victorias partidos consecutivos  | |